# Crac (finanza)
Crac è un termine derivato dalla lingua inglese largamente utilizzato nella finanza, traducibile come «crollo» o «rovina».

## Definizione
Con il termine viene descritto il crollo di un titolo in borsa, e quello economico-finanziario di un'azienda. Molto spesso infatti viene in tale ambito coniata l'espressione crac finanziario.
Il crac finanziario di un'azienda viene a determinarsi quando a seguito di una gestione dei conti errata da parte della sua proprietà, il suo bilancio registra forti passività che la portano inevitabilmente al fallimento. Viene altresì utilizzato come sinonimo di crisi economica, come quelle internazionali del 1929 e del 2007.

## Esempi storici
Esempi importanti di crac finanziario sono stati quelli che hanno interessato in Italia la Cirio (2002), la Parmalat (2003) e la Banca Popolare di Vicenza (2017), e negli Stati Uniti la Enron (2001).